# Arratille
Pour les articles homonymes, voir Arratille (homonymie).
Arratille est un lieu-dit des Pyrénées, sur la commune de Cauterets dans le département français des Hautes-Pyrénées.

## Géographie
Le lieu-dit se trouve dans la partie sud-est de la vallée du Marcadau dans le Lavedan en limite de la la frontière entre la France et l'Espagne dans les massifs du Vignemale et de Panticosa.
Il comporte notamment :
- un col de montagne pédestre ; le  col d'Arratille (2 528 m),
- un lac : le lac d'Arratille (2 247 m),
- un lac : le lac du col d'Arratille (2 501 m),
- des sommets : le grand pic d'Arratille (2 900 m), le petit pic d'Arratille (2 859 m), le pic de la Badète d'Arratille (2 805 m),
- le gave d'Arratille qui s’écoule au milieu des lacs pour rejoindre le gave du Marcadau.
- le vallon d'Arratille en partie sud du cirque, qui est encadré par le Gerretet (2 862 m) au nord, le pic Alphonse Meillon (2 930 m) à l'est, le pic Né (2 696 m) au sud-est, le grand pic d'Arratille au sud, le pic de la Badète d'Arratille au sud-ouest, la Tête d'Ours (2 515 m) à l'ouest.

## Voies d'accès
Arratille est accessible au nord par le versant coté français depuis le Pont d'Espagne (1 520 m) et la vallée du Marcadau au fond de laquelle se trouve le refuge Wallon (1 865 m). De là on traverse le gave d'Arratille pour s'engager vers le lac d'Arratille (2 247 m) puis atteindre le vallon d'Arratille.

## Protection environnementale
Le lieu-dit est situé dans le parc national des Pyrénées.